# Calamus sabensis
Calamus sabensis är en enhjärtbladig växtart som beskrevs av Odoardo Beccari. Calamus sabensis ingår i släktet Calamus och familjen Arecaceae. Inga underarter finns listade i Catalogue of Life.